# Suited

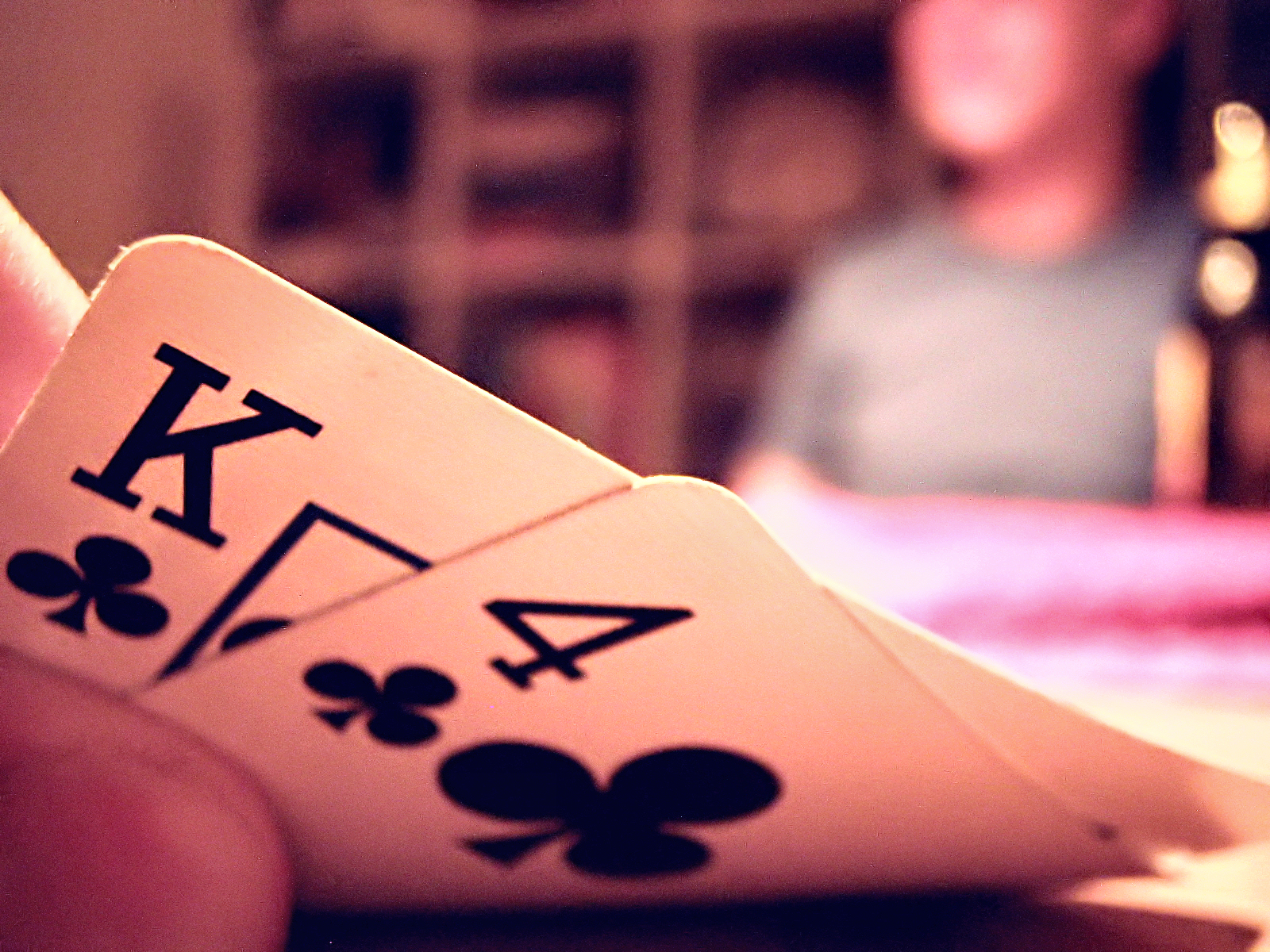
Suited Hole Cards: König Vier in Kreuz

Suited ([s(j)utɪd]; deutsch passend) ist ein Ausdruck aus dem Kartenspiel Poker. Es bedeutet, dass mindestens zwei Hole Cards eines Spielers dieselbe Spielfarbe haben. Haben die Karten nicht dieselbe Farbe, so spricht man von off-suited.
Der Vorteil von suited Karten ist, dass die Chance auf einen Flush steigt, da nur noch drei Karten der Farbe zu ebendiesem benötigt werden.
Die Wahrscheinlichkeit, dass ein Spieler suited Karten erhält, liegt bei der Variante Texas Hold’em bei
{\displaystyle p={\frac {13-1}{52-1}}={\frac {12}{51}}\approx 23{,}53\,\%}
Sind die Karten darüber hinaus von aufeinanderfolgendem Wert, spricht man von suited connectors.